# Peter Lee Lawrence
Peter Lee Lawrence szül. Karl Otto Hyrenbach und Thieme (Lindau, 1944. február 21. – Róma, 1974. április 20.) német színész, az 1960-as évek spagettiwesternjeinek nagy sztárja, aki bár fiatalon hunyt el, de rövid pályafutása alatt gyorsan tett szert népszerűségre színészi képességeivel és sármos megjelenésével.

## Élete
Sváb családban született a svábföldi Lindauban, a Bodeni-tó környékén idilli városban, amely Svájc és Ausztria szomszédságában fekszik. Később édesanyjával Nizzába települt és francia állampolgárságot nyert azt haláláig megtartotta. Itt használt először művésznevet, a franciásan hangzó Pierre Clément-et és fényképregények modellje volt.

## Pályafutása
Legelső filmes szerepét néhány képkocka elejéig Sergio Leone Pár dollárral többért c. filmjében kapta. A történet szerint a Mortimer ezredest játsszó Lee Van Cleef húgának szerelmét alakítja, akit El Indio, a bandita (Gian Maria Volonté) meggyilkol, hogy megszerezhesse magának a lányt. Mivel jó megjelenésű karakter volt, ezért több spagettiwesternben főszerepet biztosítottak neki. 1967 és 1973 között még 16 vadnyugati film készült vele és bár többségükben Peter Lee Lawrence néven volt látható, olykor használta az Arthur Grant művésznevet is.
Mikor az 1970-es években a spagettiwestern kiment a divatból, Lawrence megtalálta a helyét másfajta olasz, spanyol, vagy éppen közös spanyol-olasz rendezésű filmekben, melyek többnyire horrorfilmek, bűnügyi filmek és giallók. Filmjei kasszasikernek számítottak az olasz és spanyol mozikban, viszont a legnagyobb sikert mégis Kubában érték el. A stílusváltást Alfonso Brescia olasz rendező segítette elő számára, akivel aztán haláláig dolgozott együtt.

## Halála
1972-ben felerősödött fejfájásokra kezdett panaszkodni, akkor éppen egy spanyol film, a Los caballeros del Botón de Ancla forgatásán dolgozott. A felvételek végeztével a madridi Jimenez Diaz Kórházba feküdt be. Az orvosi vizsgálat egy igen rosszindulatú agytumort állapított meg nála, a Glioblastoma multiforme-t, amely viszonylag korai életkorban alakult ki Lawrence-nél. Egy sikeres koponyaműtéten esett át. Ezt követően Zürichben kemoterápiás és rádium kezelést kapott. Egészségi állapota javult, majd 1974-ben megint rohamosan romlani kezdett és március 25-én a római Villa Stuart Klinikára szállították súlyos hasi fájdalmakkal. Kevesebb, mint egy hónapot töltött ott, s április 20-án hajnalban elhunyt.

## Magánélete
Spanyolországi forgatások során jött össze egy fiatal színésznővel, Cristina Galbóval 1967-ben. A két színész 1969-ben összeházasodott. Galbótól egy fia született, David. Családjával rendszerint Rómában élt, de tartózkodott Zürichben és Tahitin is.

## Főbb filmjei
- Pár dollárral többért, 1965
- Az erőszak napjai (I giorni della violenza), 1967
- Egy egy ellen (Uno a uno sin piedad), 1968
- A cowboy száz halottja (Una pistola per cento bare), 1968
- Halott cowboy nem cowboy (Garringo), 1969
- Hé barátom, megint itt van Sabata (Arriva Sabata!), 1970
- Állj, vagy lő a seriff! (I quattro pistoleri di Santa Trinità), 1971
- Fekete szépség (Black Beauty), 1971